# Pat Brown
Edmund Gerald (Pat) Brown sr. (San Francisco, 21 april 1905 – Beverly Hills, 16 februari 1996) was een Amerikaans politicus van de Democratische Partij. Hij was gouverneur van Californië van 1959 tot 1967. Daarvoor was hij de procureur-generaal van Californië van 1951 tot 1959. Hij is de vader van Jerry Brown, die 16 jaar gouverneur van Californië was. Pat Brown overleed op 16 februari 1996 op 90-jarige leeftijd aan gevolgen van een hartaanval.
- Biblioteca Nacional de España: XX1537253
- Gemeinsame Normdatei: 1190909898
- International Standard Name Identifier: 0000 0000 8301 2517
- Library of Congress Control Number: n82079368
- National Archives and Records Administration: 10569285
- Nederlandse Thesaurus van Auteursnamen: 084340215
- SNAC: w66112f2
- Système universitaire de documentation: 081205104
- Virtual International Authority File: 110786704
- WorldCat: E39PBJw4F9RyPCvk3qCjVwvWDq

Burnett · McDougall · Bigler · N. Johnson · Weller · Latham · Downey · Stanford · Low · Haight · Booth · Pacheco · Irwin · Perkins · Stoneman · Bartlett · Waterman · Markham · Budd · Gage · Pardee · Gillett · H. Johnson · Stephens · Richardson · Young · Rolph · Merriam · Olson · Warren · Knight · P. Brown · Reagan · J. Brown · Deukmejian · Wilson · Davis · Schwarzenegger · J. Brown · Newsom